# Castel Paterno
Koordinaten: 42° 16′ 6,4″ N, 12° 25′ 7,3″ O
Castel Paterno ist eine heute verfallene Burg im nördlichen Latium auf dem Gebiet der Gemeinde Faleria in der italienischen Provinz Viterbo. Hier verstarb im Januar 1002 Kaiser Otto III. im Alter von 21 Jahren. 
Castel Paterno liegt einsam auf der Spitze eines nur von Süden, von Faleria her zugänglichen Tuffsporns, der im Norden steil ins Tal
des Treja gegen Civita Castellana abfällt.

## Geschichte
Ihre strategische Bedeutung erhielt die Spornburg durch ihre gut zu verteidigende, weil nach drei Seiten hin von unzugänglichen Steilhängen umgebene Lage in der Nähe der auf die römische Antike zurückgehenden Via Flaminia, die auch noch im Mittelalter eine herausragende Bedeutung als Reiseweg besaß.
Kaiser Otto III., der die Nähe des gut 50 Kilometer entfernten Roms suchte und nach dem dortigen Aufstand vom Januar 1001 weitere Rückschläge befürchten musste, hatte bereits im Sommer 1001 dort Zuflucht genommen. Anfang Januar 1002 zog er auf dem Weg nach Rom mit seinem Gefolge erneut in Castel Paterno ein und starb, von einer fiebrigen Krankheit geschwächt, in den Abendstunden des 23. oder 24. Januar 1002, wahrscheinlich in Anwesenheit von Papst Silvester II.
Bereits im 16. Jahrhundert wird die Burg in zeitgenössischen Quellen als „zerstört“ bezeichnet. Bis heute erhalten sind Teile des Mauerrings; das heute sichtbare Mauerwerk stammt wohl aus nachottonischer Zeit.